# Ajn at-Tina asz-Szarkijja
Ajn at-Tina asz-Szarkijja (arab. عين التينة الشرقية) – miejscowość w Syrii, w muhafazie Hims. W 2004 roku liczyła 1135 mieszkańców.